# St. Hedwig (Sulzbach-Rosenberg)

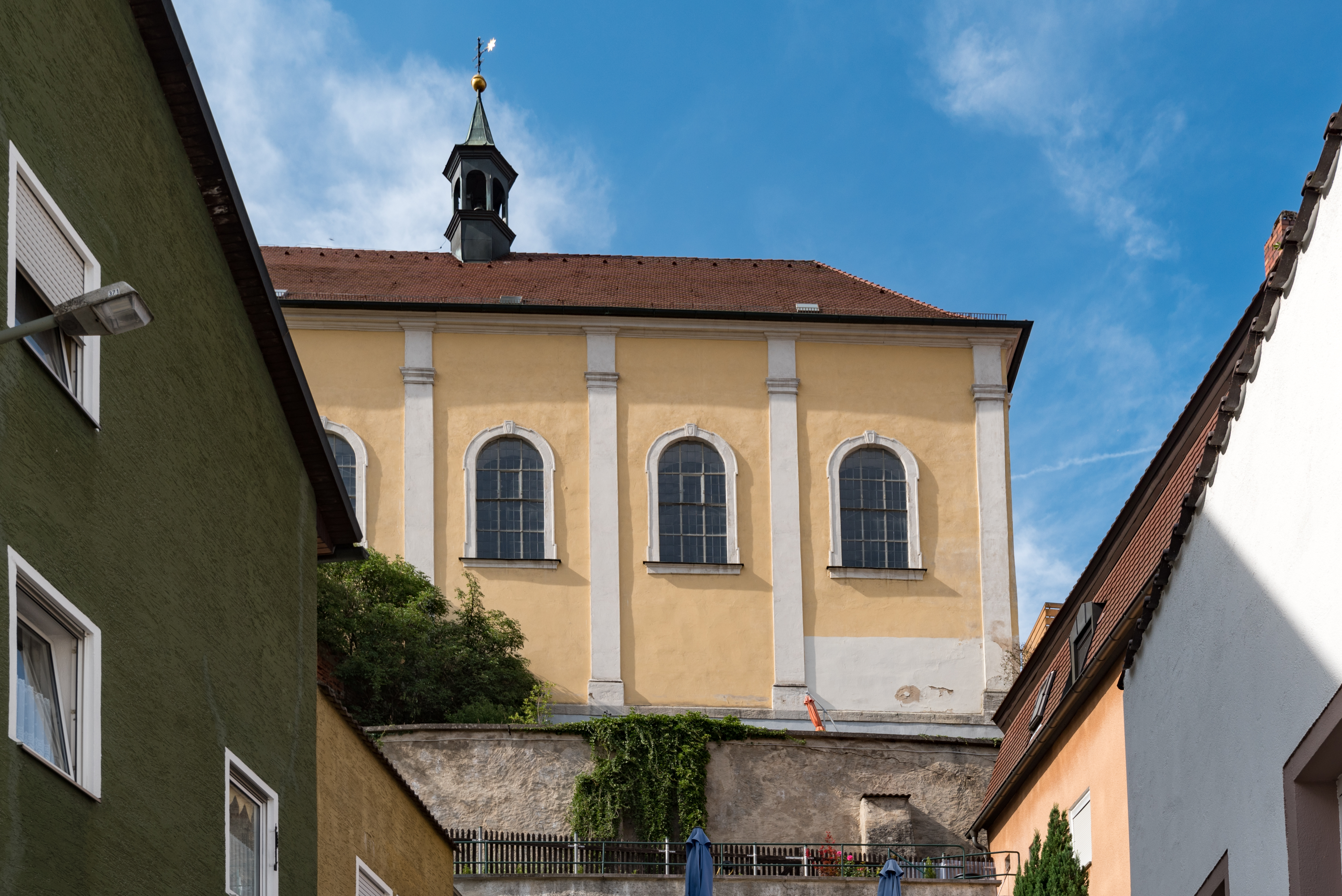
St. Hedwig (Sulzbach-Rosenberg)

Die ehemalige Klosterkirche des Salesianerinnenklosters Sulzbach St. Hedwig in Sulzbach-Rosenberg, einer Stadt im Landkreis Amberg-Sulzbach in der Oberpfalz, gehört zum Bistum Regensburg. Das Bauwerk ist unter der Denkmalnummer D-3-71-151-41 als Baudenkmal in die Bayerische Denkmalliste eingetragen.

## Beschreibung
Die Saalkirche wurde 1762–65 errichtet. Sie besteht aus einem Langhaus, deren Längswände mit Pilastern gegliedert sind, zwischen denen sich Bogenfenster befinden, und einem eingezogenen, halbrund geschlossenen Chor im Westen. Aus dem Walmdach erhebt sich ein sechseckiger, offener Dachreiter, in dem eine Kirchenglocke hängt.
Der Innenraum des Langhauses ist mit einem Stichkappengewölbe überspannt. Die Kirchenausstattung ist weitgehend erhalten, obwohl die Kirche zwischen 1802 und 1807 säkularisiert war. Zu ihr gehört ein Hochaltar, auf dessen Altarretabel 1765 von Otto Gebhard die heilige Hedwig gemalt wurde. Die Orgel wurde 1925 von Michael Weise gebaut.